# 官布扎布
官布扎布（1922年—1967年7月15日），蒙古族，男，籍贯不详，中华人民共和国政治人物。

## 生平
1945年8月，官布扎布参与创建蒙古青年革命党。1945年10月5日，暴彦巴图、杰尔格勒、官布扎布等八十多位蒙古族青年成立“内蒙古人民革命青年同盟”（不久改为内蒙古人民革命青年团）。1945年10月下旬，杰尔格勒、暴彦巴图、官布扎布在喇嘛庙举行大会，宣告内蒙古人民革命青年团科右前旗团部成立。
1945年8月日本投降后，日本关东军、王爷庙（今乌兰浩特）的蒙古军幼年学校和蒙古兴安军投降。东蒙古自治运动人士在此基础上成立了东蒙自治军。当时周边形势紧张，王爷庙以北的索伦成立了中国国民党党部。杰尔格勒、暴彦巴图、官布扎布组织近30人的宣传队，陪着科右前旗旗长达瓦敖斯尔上门给牧民、乡绅拜年。1946年春节前后一个月内，动员牧主捐献马500余匹，以支援东蒙自治军，并组织100余个有枪的农牧民成立科右前旗自卫总队（因主要是中老年农牧民，被民众戏称为“老头队”），转战王爷庙以北地区，消灭阎振山的“国民党光复军”及由满洲国军队溃散形成的土匪。杰尔格勒、暴彦巴图、官布扎布被誉为“前旗三杰”。
1946年初，中共中央东北局派员在王爷庙组建中共东蒙工委。1946年10月，杰尔格勒、暴彦巴图、官布扎布加入中国共产党。1946年10月，宋振鼎任书记的中共科右前旗工委成立，成员包括杰尔格勒、官布扎布、暴彦巴图、陈凯（女）。
1946年6月至1948年秋，官布扎布在科右前旗的阿里德尔、白新扎拉嘎、巴拉格歹等努图科开展土地改革运动。在巴拉格歹努图科开展土改时，在一次与土匪交火时，头部受伤仍坚持指挥战斗，击退土匪多次进攻。土地改革时期，官布扎布任中共科右前旗旗委书记。
1947年内蒙古自治区成立前后，官布扎布为维护国家统一，增强民族团结，创建内蒙古自治区作出了贡献。官布扎布长期在呼伦贝尔盟任领导职务。一次在草原遭受特大“白灾”（雪災）时，中共呼伦贝尔盟常委、农牧部部长官布扎布和华赛·都嘎尔扎布到蒙古人民共和国，通过协商征得对方同意，将新左、新右两旗数十万牲畜赶往蒙古人民共和国草原驻牧一冬。
1954年至1955年，奉派参加中国援越工作，在越南民主共和国工作。获越南民主共和国总理范文同授“独立―自由―自主”三级劳动勋章以及“友谊徽章”。在越南工作期间，1954年7月受到胡志明主席接见。1955年越南民主共和国总理范文同接见中国专家组并合影，官布扎布参加。
1965年，官布扎布被调回中共呼伦贝尔盟委任第一副书记。文化大革命爆发初期，召开群众大会进行大揭发、大批判，他拒绝揭发杰尔格勒。官布扎布曾被殴打得鲜血淋淋。1967年7月15日，在内蒙古反二月逆流期间被打身亡。 